# 小园站
小园站是一个位于中国北京市门头沟区永定地区小园村龙林路、紫金路交叉口东侧，属于S1线的地铁车站。该站已于2017年12月30日开通。

## 车站结构
小园站为高架三层车站，结构长101.9米，宽22.3米，高22.5米，总建筑面积6046.3平方米。
| 地上三层 站台层 | 侧式站台，右側開门       | 侧式站台，右側開门               |
| 地上三层 站台层 | █ S1线往石厂（終點站）   |                                  |
| 地上三层 站台层 | █ S1线往苹果园（栗园庄） |                                  |
| 地上三层 站台层 | 侧式站台，右側開门       |                                  |
| 地上二层 站厅层 | 站厅                     | 客务中心、自动售票机、进出站闸机 |
| 地面层          | 出入口                   | A－B出入口                       |

### 站厅
小园站的站厅位于地上二层，通往站台的直梯设于站厅东端。

### 站台
小园站设有2个侧式站台，全部站台均设有半高屏蔽门。

## 出入口
小园站设有A（南）、B（北）两个出入口。
|                       |                |                                  |      |            |  |
| 编号                  | 指示           | 建议前往目的地                   | 图片 | 无障碍设施 |  |
| 出口 · A · 升降机标志 | 龙林路（东侧） | 紫金路（北侧）、京西紫金新园小区 |      |            |  |
| 出口 · B · 升降机标志 | 龙林路（东侧） | 紫金路（北侧）、京西紫金新园小区 |      |            |  |
| 註： 設有             |                |                                  |      |            |  |